# Oréade

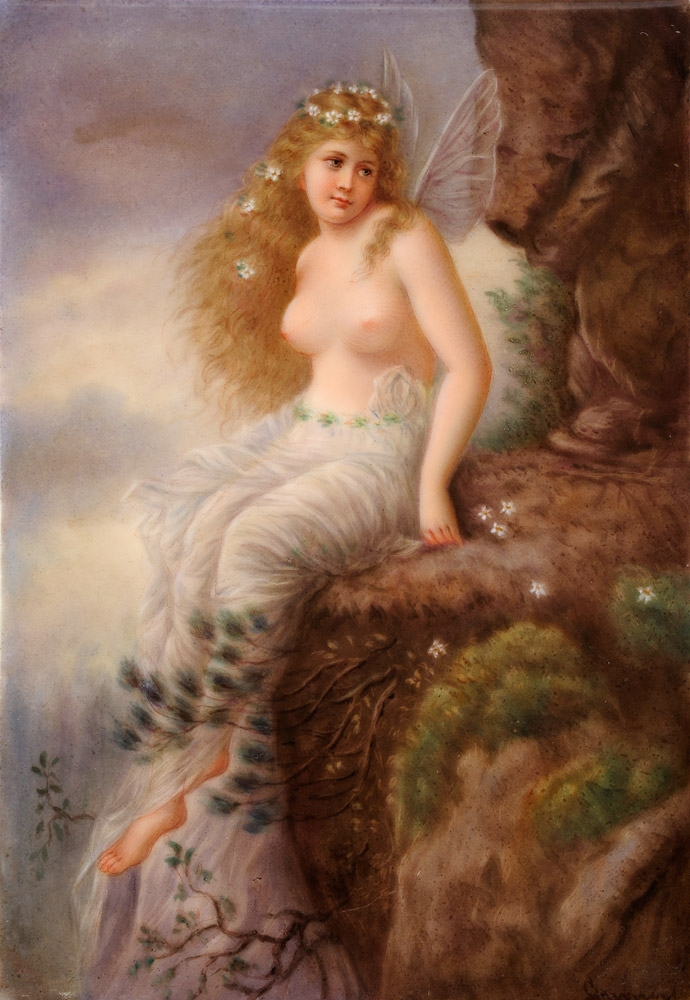
Oréade

As oréades (em grego:  Ὀρειάδες, Oreiádes de ὄρος, óros, "montanha"), na mitologia grega, são tipo de ninfas que habitavam e protegiam as montanhas, as cavernas e as grutas. Elas não eram imortais, porém tinham vida muito longa e não envelheciam. Tinham ainda o dom de curar, profetizar e nutrir. Em geral, não se destacavam individualmente.
O termo é usado por Ovídio na lenda de Erisictão: Ceres usou uma Oreíade para trazer a Fome, que habitava lugares desolados, para amaldiçoar Erisictão.
Eco era uma oréade que foi privada do dom da fala pela deusa Hera e, desde então, foi condenada a repetir os sons que são produzidos em montanhas e grutas.
Em botânica, Carl Friedrich Philipp von Martius em 1824, definiu o termo Oréades como a região fitogeográfica do Cerrado brasileiro.